# Strictly Come Dancing
Strictly Come Dancing (i daglig tale også kendt som Strictly ) er en britisk tv-dansekonkurrence, hvor kendte personligheder parres med professionelle dansepartnere, og efterfølgende skal konkurrere mod andre par i hovedsagligt standard- og latin-danse. Parrene bedømmes efter deres optræden af et dommerpanel. Showets titel er en fortsættelse af det langvarige tv-program Come Dancing, med en hentydning til filmen Strictly Ballroom. Formatet er blevet eksporteret til 60 andre lande - under titlen Dancing with the Stars - licenseret af BBC Worldwide og har siden ført til en moderne dansetema-spin-off Strictly Dance Fever. Guinness World Records har kåret Strictly til at være verdens mest succesrige reality-tv-format. Serien præsenteres i øjeblikket af Tess Daly og Claudia Winkleman .